# Oberschöneweide

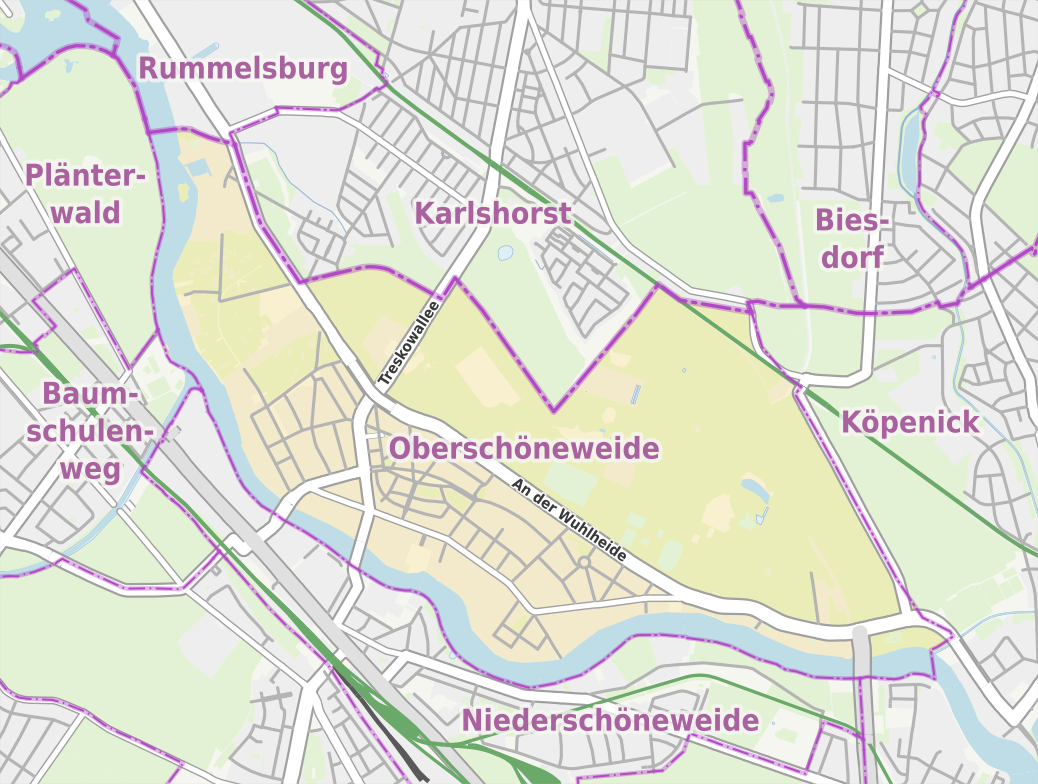
Mappa del quartiere

Oberschöneweide (letteralmente: «Schöneweide alta», in contrapposizione alla vicina Niederschöneweide – «Schöneweide bassa») è un quartiere (Ortsteil) di Berlino, appartenente al distretto (Bezirk) di Treptow-Köpenick.

## Posizione
Oberschöneweide si trova nella zona sud-orientale della città. Procedendo da nord in senso orario, confina con i quartieri di Rummelsburg, Karlshorst, Köpenick, Niederschöneweide e Plänterwald.
Il quartiere è bagnato a sud dal fiume Sprea.

## Storia
Il nome Schöne Weyde (lett. "bel pascolo") fu attestato per la prima volta nel 1598, in un diario di viaggio del principe elettore Gioacchino II, ad indicare una località sulla riva sinistra della Sprea (l'attuale Niederschöneweide). Successivamente con lo stesso nome si passò ad indicare anche la riva destra del fiume.
Nel 1674 fu realizzata la locanda "Pfefferkrug", o "Quappenkrug", sulla strada che congiungeva Köpenick a Berlino. La locanda, ribattezzata successivamente "Wilhelminenhof" (e infine demolita nel 1924), costituì assieme ad altre il primo nucleo del quartiere, che ancora alla metà del XIX secolo era noto come luogo di villeggiatura fluviale. Tuttavia, persistevano forti problemi di comunicazione, mancando ancora un ponte sulla Sprea (solo nel 1885 fu approntato un servizio di traghetto). Anche lo sviluppo della colonia di ville Ostend non ebbe il successo sperato.
Nel 1871 il nome di Oberschöneweide fu ufficialmente usato per la prima volta, ad indicare i primi stabilimenti industriali. Il vero sviluppo industriale ed edilizio, tuttavia, iniziò nel 1889, con l'acquisto di vasti terreni da parte della società "Grundrentengesellschaft AG in Berlin" e la costruzione di molte case operaie. Le industrie, costruite lungo le rive del fiume, appartenevano in gran parte alla società AEG.
Nel 1898 Oberschöneweide, fino ad allora appartenente al Gutsbezirk Köpenicker Forst, divenne un comune rurale (Landgemeinde) indipendente. Fino alla prima guerra mondiale Oberschöneweide crebbe rapidamente, fino a diventare uno dei maggiori centri operai dei dintorni berlinesi. Nel 1919 iniziarono i lavori per trasformare il bosco di Wuhlheide in un grande parco pubblico (il Volkspark Wuhlheide).
Nel 1920, con la creazione della "Grande Berlino", Oberschöneweide divenne un quartiere del distretto di Treptow. Nel 1938 Oberschöneweide passò al distretto di Köpenick.
Durante il periodo nazista, il quartiere fu uno dei maggiori centri di resistenza operaia al regime. Dopo la guerra, il distretto di Köpenick fu assegnato al settore di occupazione sovietico, e quindi a Berlino Est. Le industrie furono nazionalizzate.
Nel 1951 fu costruita in Nalepastraße la sede della radio di Stato della Repubblica Democratica Tedesca (Rundfunk der DDR). Nel 1979 fu inaugurato, all'interno del Volkspark Wuhlheide, il Pionierpalast „Ernst Thälmann“ (oggi Freizeit- und Erholungszentrum (FEZ) Berlin), il maggiore edificio pubblico per bambini d'Europa.
Dopo la riunificazione tedesca, le industrie del quartiere furono prima privatizzate e quindi chiuse, con gravi conseguenze sociali. Nel 1991 gli edifici furono posti sotto tutela monumentale (Denkmalschutz).
La fondazione del Quartiersmanagement Oberschöneweide, comprendente enti pubblici e soggetti privati, ha permesso l'affluire di investimenti economici, edilizi e culturali sul quartiere, rendendo possibile una timida ripresa economica. Tuttavia è presto per dire se il forte calo di popolazione potrà essere arrestato.

## Comunicazioni

### Strade principali
- An der Wuhlheide
- Edisonstraße
- Köpenicker Allee
- Rummelsburger Straße
- Siemensstraße
- Spindlersfelder Straße
- Treskowallee

### Stazioni dellaS-Bahn
- Wuhlheide (linea S3)

## Galleria d'immagini

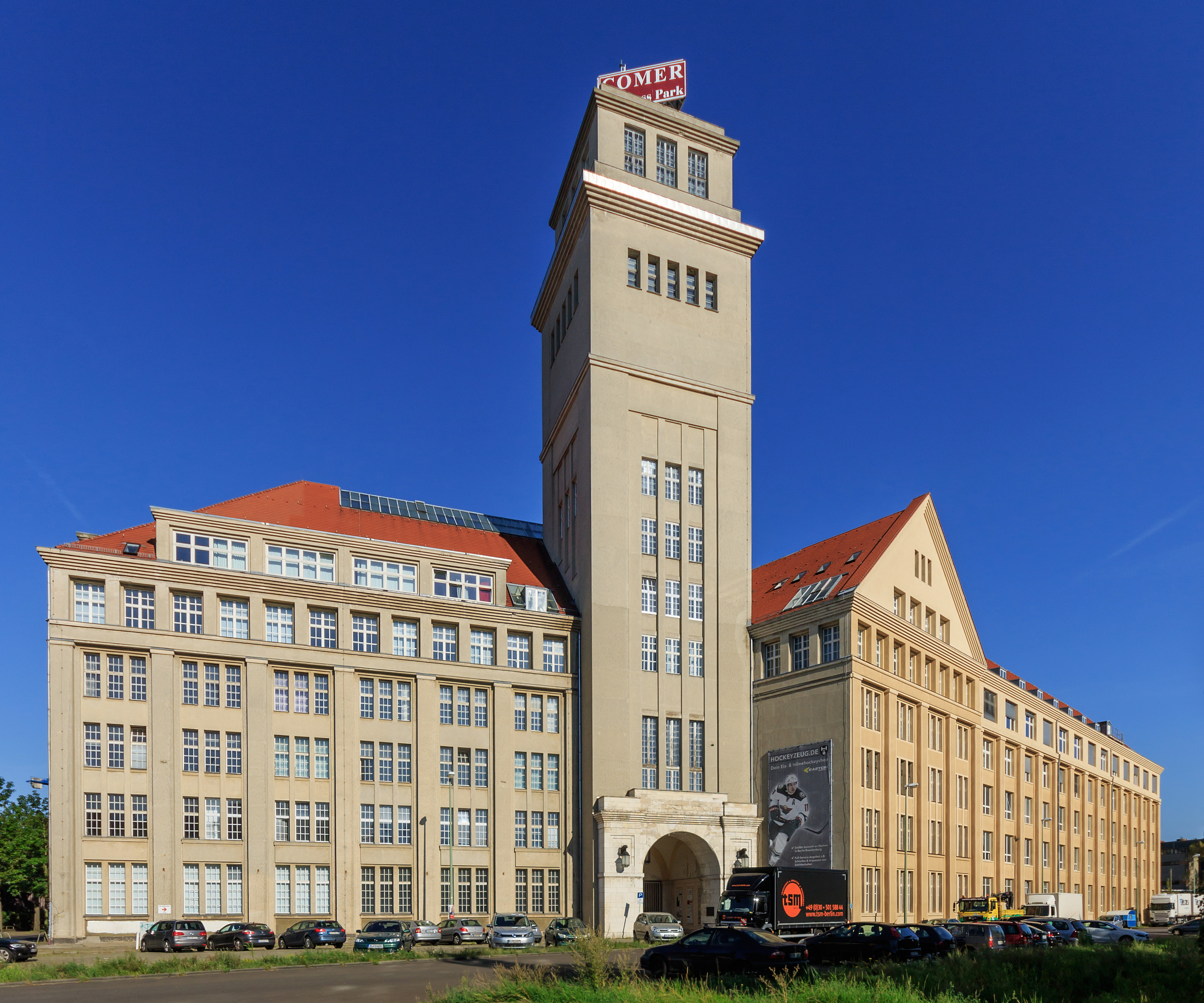
Il cosiddetto Behrensbau, già sede della società NAG
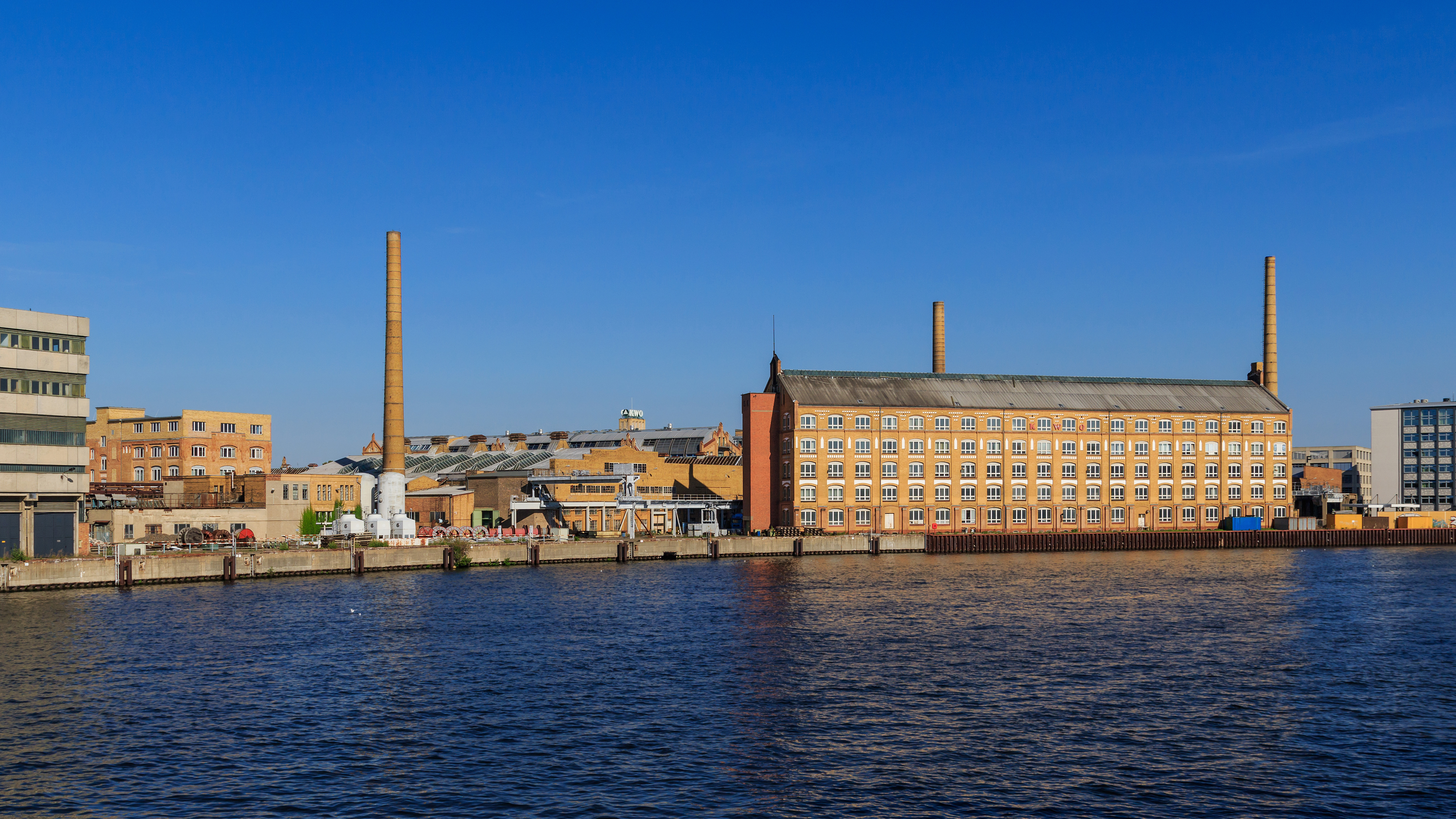
L'ex fabbrica di cavi "KWO"
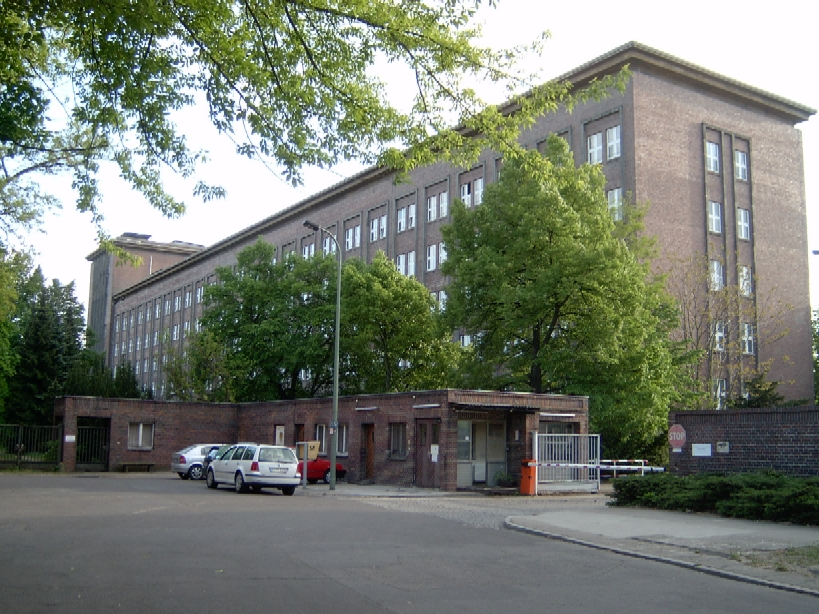
"Casa della radio" in Nalepastraße
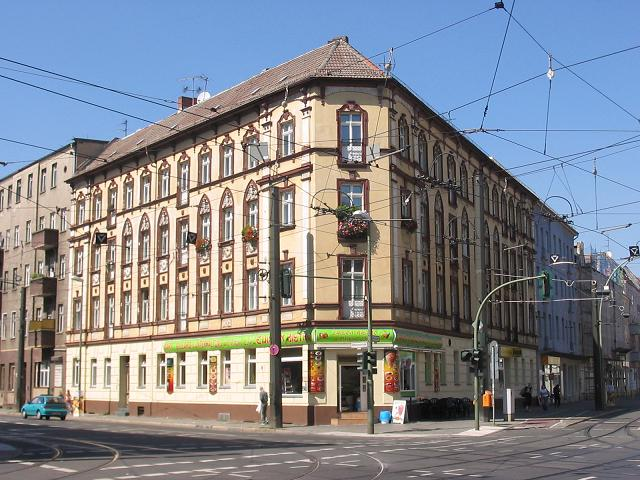
Wilhelminenhofstraße